# Друштво за есперанто Марко Нешић
Друштво за есперанто Марко Нешић (есп. Esperanto-societo Marko Nešić) је било друштво за есперанто језик које је постојало у Новом Саду од 1948. до 2011. године.

## Историја друштва
На подручју Новог Сада је било есперантиста још 1906. године. У Петроварадину је учитељица Славица Малин организовала прву групу есперантиста и водила курс за почетнике. У Новом Саду је 1913. Лазар Вукићевић организовао курсеве. Марта 1914. основан је у Новом Саду есперантски кружок са др Палом Амоном на челу. 
Композитор и хоровођа Марко Нешић организовао је у Занатском дому 1919-1920. групе младих занатлија за учење есперанта. Нешић је 1922. године, заједно са Стеваном Видаком и Арпадом Цајзлером, основао удружење са називом „Пријатељско коло есперантиста“ (есперанто: Amika rondo esperantista). Крајем 1924. формирано је и „Радничко коло есперантиста“ (есперанто: ), које је 1932. променило назив у „Удружење радника есперантиста“ и деловало је до 1941. године.
Други светски рат је прекинуо рад оба новосадска есперанто удружења. 1948. године у Новом Саду је основано ново есперанто удружење са називом „Друштво есперантиста“ (есперанто: ), које је касније променило назив у Друштво за есперанто „Марко Нешић“. У Новом Саду је 1954. основан и Савез есперантиста Војводине. 
Новосадски есперантисти организовали су овде два значајна скупа: XVII конгрес југословенских есперантиста (1958) и XLII светски конгрес радника есперантиста (1969). 
Друштво за есперанто „Марко Нешић“ је престало да постоји као правни субјект 2011. године. Последњи председник друштва био је књижевник Владимир Кирда Болхорвес.

## Чланови
У друштву су се истицали следећи чланови: Бориша Милићевић, Јожеф Вечеи, Младен Вртунски, Милан Беложански, Бора Радовановић Петко, Леополд Мокер, Живан Милисавац, Душан Јенецков, др Калман Ковач, Александар Ползовић, Иван Андрејевић, Ференц Фодор, Радмила Банковачки-Флора, др Борислава Недељковић, Јован Севдић, Владимир Ђукић, Јоаким Шима и други. 

## Издаваштво
Друштво за есперанто „Марко Нешић“ је посвећивало велику пажњу превођењу и објављивању наших књижевних и других дела на есперанту, чинећи их доступним у 105 земаља.
Друштво је иницирало објављивање следећих публикација:
- Иван Андрејевић, Пола столећа наде и истрајности, Спомен-књига поводом 50-годишњице постојања удружења есперантиста у Новом Саду, Нови Сад, 1976.
- Бориша Милићевић, Међународни језик есперанто, Нови Сад, 1979.
- Лирска песмарица Војводине (Lirika poemaro el Vojvodino (Serbio)), 1983.
- Ју Есперо (Ju Espero), лист на есперанто језику, објављен само један број, 2000.
- Иван Опачак - Пане М. Ђукић, Речник есперанто - српскохрватски, Нови Сад, 2004.

## Сарадња са Дописним позориштем
Друштво за есперанто „Марко Нешић“ је остварило сарадњу са Дописним позориштем из Новог Сада. У просторијама друштва је деловао Помоћни информативни центар Дописног позоришта на есперанто језику и ту је вршена тријажа прилога разних сарадника Дописног позоришта из света. 
Дописно позориште је у оквиру друштва за есперанто основало микро - театар, који је припремао разне позоришне комаде на есперанто језику, као први у свету. Припремљено је десетак игроказа, представа и рецитала, који су извођени широм Европе, а чију режију је извео оснивач Дописног позоришта Младен Дражетин.  